# Gora Énderbitovaja
Gora Énderbitovaja (englische Transkription von russisch Гора Эндербитовая Gora Enderbitowaja) ist ein Hügel an der Kronprinz-Olav-Küste des ostantarktischen Enderbylands. Er ist einer der Fyfe Hills.
Russische Wissenschaftler benannten ihn in Anlehnung an die Benennung des Enderbylands.